# Happy End (banda)
Happy End (はっぴいえんど, Happī Endo) foi uma banda japonesa de folk rock ativa de 1969 até 1972. Composta por Haruomi Hosono, Takashi Matsumoto, Eiichi Ohtaki e Shigeru Suzuki, o som pioneiro da banda foi considerado vanguardista para a maioria dos japoneses da época. São considerados um dos artistas mais influentes da música japonesa. A MTV descreveu a música do Happy End como "rock com manchas psicodélicas nas bordas."

## Membros
- Haruomi Hosono (細野晴臣) – baixo, vocais, teclados, guitarra
- Eiichi Ohtaki (大瀧詠一) – guitarra, vocais
- Shigeru Suzuki (鈴木茂) – guitarra, vocais
- Takashi Matsumoto (松本隆) – bateria, letrista principal

## Discografia

### Álbuns de estúdio
- Happy End (はっぴいえんど, Happī Endo) (5 de agosto de 1970)
- Kazemachi Roman (風街ろまん) (20 de novembro de 1971)
- Happy End (25 de fevereiro de 1973)